# Esterază
O esterază (EC 3.1.-.-) este un tip de enzimă din clasa hidrolazelor, care biocatalizează reacția de hidroliză a unui ester la un acid și un alcool. În organismul uman, esterazele sunt localizate în principal la nivel hepatic, pulmonar și intestinal.

## Clasificare
- EC 3.1.1: Hirolaze ale esterilor carboxilici
  - Acetilesterază (EC 3.1.1.6), hidrolizează grupe acetil
    - Colinesterază
      - Acetilcolinesterază, inactivează acetilcolina
      - Pseudocolinesterază/butirilcolinesterază, din plasmă și ficat

  - Pectinesterază (EC 3.1.1.11)
- EC 3.1.2: Tiolester hidrolaze
  - Tioesterază
    - Ubiquitin carboxi-terminal hidrolaza L1
- EC 3.1.3: Fosfat monoester hidrolaze
  - Fosfatază (EC 3.1.3.x)
    - Fosfatază alcalină
    - Fosfodiesterază (PDE), inactivează un mesager secundar denumit cAMP
      - fosfodiesteraza specifică cGMP specific de tip 5, inhibată de Sildenafil (Viagra)

  - Fructozo bisfosfatază (3.1.3.11), convertește fructozo-1,6-bisfosfat la fructozo-6-fosfat în gluconeogeneză
- EC 3.1.4: fosforic diester hidrolaze
- EC 3.1.5: Trifosforic monoester hidrolaze
- EC 3.1.6: Sulfuric ester hidrolaze (sulfataze)
- EC 3.1.7: Difosforic monoester hidrolaze
- EC 3.1.8: fosforic triester hidrolaze
- Nucleaze:
  - Exonuclează (dezoxiribonucleaze și ribonucleaze)
    - EC 3.1.11: Exodeoxiribonucleaze producând 5'-fosfomonoesteri
    - EC 3.1.13: Exoribonucleaze producând 5'-fosfomonoesteri
    - EC 3.1.14: Exoribonucleaze producând 3'-fosfomonoesteri
    - EC 3.1.15: Exonucleaze active pe dezoxi- sau ribo-

  - Endonuclează (dezoxiribonucleaze și ribonucleaze)
    - Endodeoxiribonuclează
    - Endoribonuclează
    - dezoxi- sau ribo-